# Konstantin Konstantinowitsch Matwejew
Konstantin Konstantinowitsch Matwejew (russisch Константин Константинович Матвеев; * 21. Februarjul. / 5. März 1875greg. in Kamyschlow; † 21. Dezember 1954 in Swerdlowsk) war ein russischer Geologe, Mineraloge und Hochschullehrer.

## Leben
Mastwejew, Sohn eines Lehrers, studierte am Orenburger Lehrer-Institut mit Abschluss 1895. Darauf leitete er die Grundschule des Motowilichinski-Rajons in Perm bis 1901. Er studierte dann weiter an der Universität Sankt Petersburg bis 1907. Er war Mitarbeiter der Geophysikalischen Expedition auf der Halbinsel Abşeron am Kaspischen Meer (1908–1909) und der Geologischen Expeditionen im westlichen Vorural (1909–1910) und in Transbaikalien (1914–1917). Von 1913 bis 1918 arbeitete er in der Radium-Kommission der Kaiserlichen Akademie der Wissenschaften. Er war Mitglied der Uraler Gesellschaft der Naturfreunde.
Nach der Oktoberrevolution gründete er mit anderen das Swerdlowsker Berginstitut und lehrte dort. Er war Rektor bis Oktober 1919, wurde Professor (1919), Dekan der Fakultät für geologische Exploration und Leiter des Mineralogie-Lehrstuhls.
Matwejew untersuchte die Lagerstätten der radioaktiven Erze und des Monazits in Transbaikalien, der Titanerze im Ural und die Goldvorkommen bei Schitiqara und Plast. Er erschloss die Wolframlagerstätte im Rajon Nagaibakski bei Magnitogorsk und die Jelisawetinski-Kobaltlagerstätte bei Swerdlowsk. Er gehörte zu den Gründern der Uraler Mineralogen- und Geochemiker-Schule, des Uraler Geologischen Museums in Swerdlowsk (1937) und der Uraler Geologischen Gesellschaft.
Matwejew war Vorsitzender der Kommission für den Schutz der wissenschaftlichen, kulturellen und künstlerischen Werte. Er gründete die Ural-Abteilung der sowjetischen All-Union Mineralogischen Gesellschaft und war ihr erster Vorsitzender. Er war Mitglied des Organisationskomitees der Ural-Universität in Swerdlowsk. Er leitete die Arbeiterkommission im Planungsamt der Oblast Ural für das Problem der Edelsteinmaterialien und -industrie. Er war Träger des Leninordens.
Matwejew war verheiratet mit der adligen Ksenija Michailowna geborene Ljowschina, erste Leiterin des Lehrstuhls für Fremdsprachen des Swerdlowsker Berginstituts. Ihr Sohn war der Linguist Alexander Konstantinowitsch Matwejew, ihr Enkel der Schriftsteller Andrei Alexandrowitsch Matwejew und ihre Enkelin die Schriftstellerin Anna Alexandrowna Matwejewa.
Nach Matwejew wurde 1986 das von Boris Walentinowitsch Tschesnokow im Ilmen-Naturreservat entdeckte Mineral Matveevit benannt.